# Marius Barthalot
Marius Barthalot, né le 4 juillet 1861 à Marseille et mort le 21 mars 1955 à Saint-Cyr-sur-Mer, est un peintre français.

## Biographie
Marius Théodore Barthalot est le fils de Jean Joseph Barthalot, employé, et d'Eugénie Françoise Pinatel.
Élève de Léon Bonnat, d'Alexandre Cabanel et de Gaston Casimir Saint-Pierre, il expose au Salon à partir de 1885 et devient membre de la Société des artistes français.
Il épouse en 1886 à Marseille, Thérèse Catherine Émilie Marron.
Il obtient une mention honorable en 1896, le prix Marie-Bashkirtseff en 1896, une médaille de troisième classe en 1899, une médaille de bronze à l'Exposition universelle de 1900, une médaille de deuxième classe en 1907 et le prix Albert Maignan en 1913.